# Kerk van Hitzum
De Kerk van Hitzum is een kerkgebouw in Hitzum in de Nederlandse provincie Friesland.

## Beschrijving
De kerk uit 1883 van de Nederlandse Hervormde Kerk werd gebouwd naar plannen van M. Hofstra ter vervanging van een kerkgebouw uit de 16e eeuw. De zadeldaktoren was al in 1819 vervangen door een vlakopgaande toren met ingesnoerde spits. De grote klok (1637) werd gegoten door Jacob Noteman. In 2016 werd er een tweede luidklok opgehangen. Gegoten in 1958 door de firma Eijsbouts. De kerktoren werd in 1951 beklampt. De zaalkerk met rondboogvensters en consistoriekamer is een rijksmonument.
Het interieur wordt gedekt door een tongewelf. De preekstoel werd in 1981 grotendeels vernieuwd. Het doophek (1819) werd in 1883 gewijzigd. Het orgel uit 1855 is gebouwd door L. van Dam en Zonen en in 1981 gerestaureerd door Bakker & Timmenga

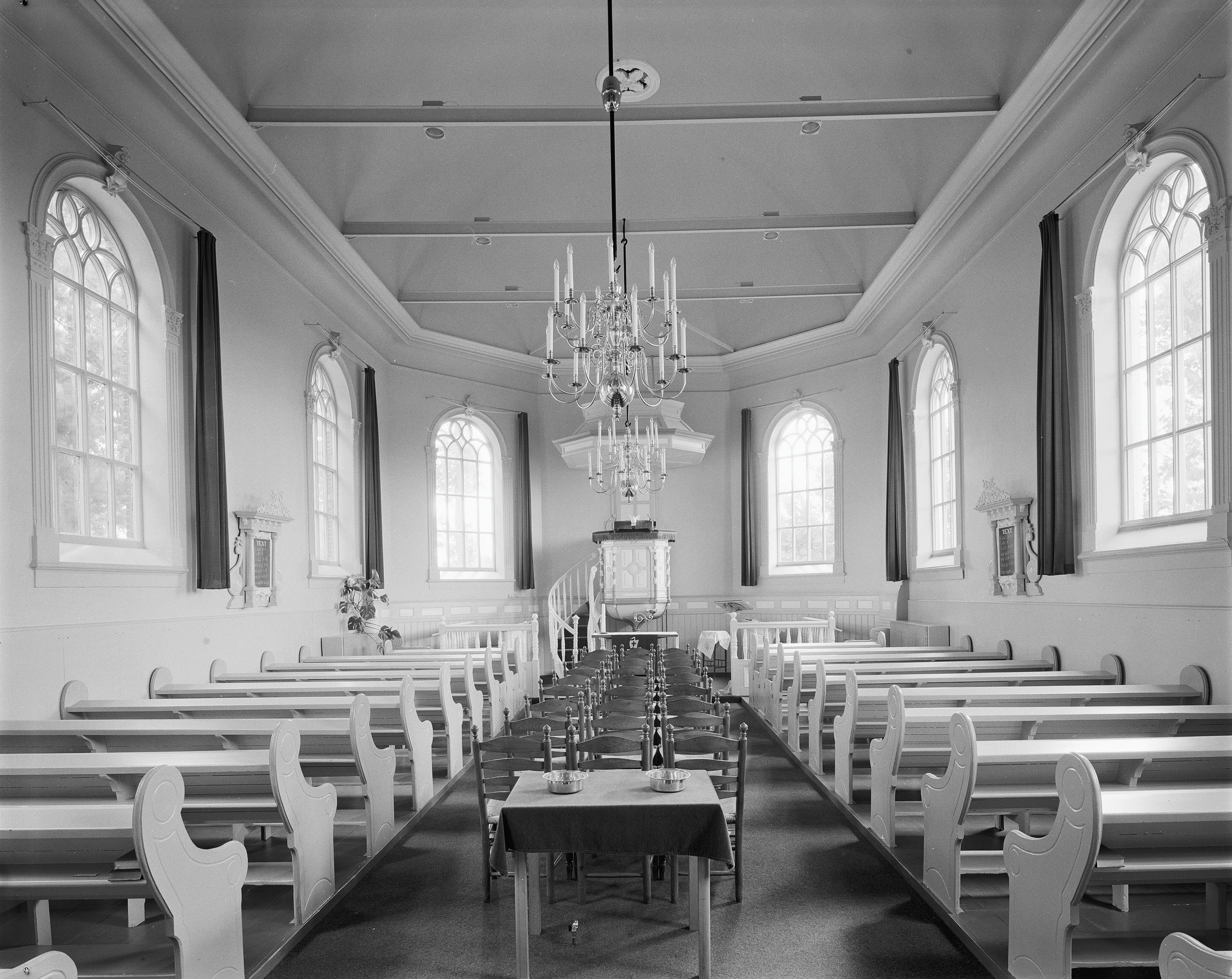
Interieur met preekstoel (1986)
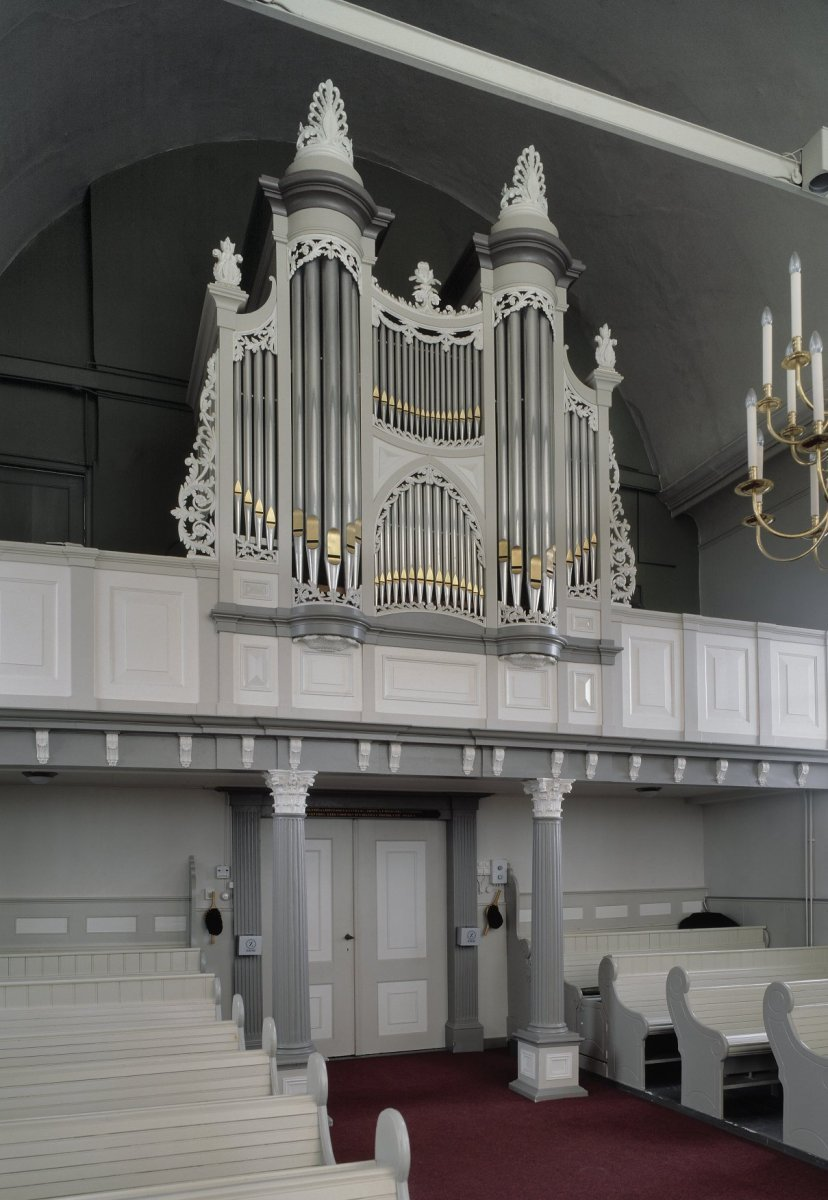
Interieur met orgel (2000)